# Bulbophyllum arsoanum
Bulbophyllum arsoanum là một loài phong lan thuộc chi Bulbophyllum.